# Америка має талант
Америка має талант (англ. America’s Got Talent, «AGT») — талант-шоу на телеканалі NBC. Шоу є частиною глобальної франшизи «Got Talent» створеної Саймоном Ковеллом. Прем'єра відбулася 21 червня 2006 року.
На шоу учасники зі США та з-за кордону проявляють себе в у співі, танцях, комедії, магії, трюках, та інших видах таланту.
Кожен учасник намагається забезпечити собі місце в епізодах прямого ефіру сезону, справляючи враження на журі. Учасники, які потрапляють до епізодів прямого ефіру, змагаються між собою за голосування як суддів, так і глядачів, щоб дійти до фіналу прямого ефіру. Переможець отримує приз у розмірі 1.000.000 доларів.

## Формат

### Прослуховування
Щорічний конкурс починається з кількох етапів прослуховування, першим з яких є «Продюсерські прослуховування», які проводяться в різних містах Сполучених Штатів. Цей етап відкритий
для всіх форм виступів і оцінюється незалежною групою, яка визначає, хто візьме участь у наступному етапі прослуховування під назвою «Прослуховування суддів». Вони проводяться у громадських місцях у вибраних містах по всій США, і їх відвідують судді, які займаються конкурсом цього року. 

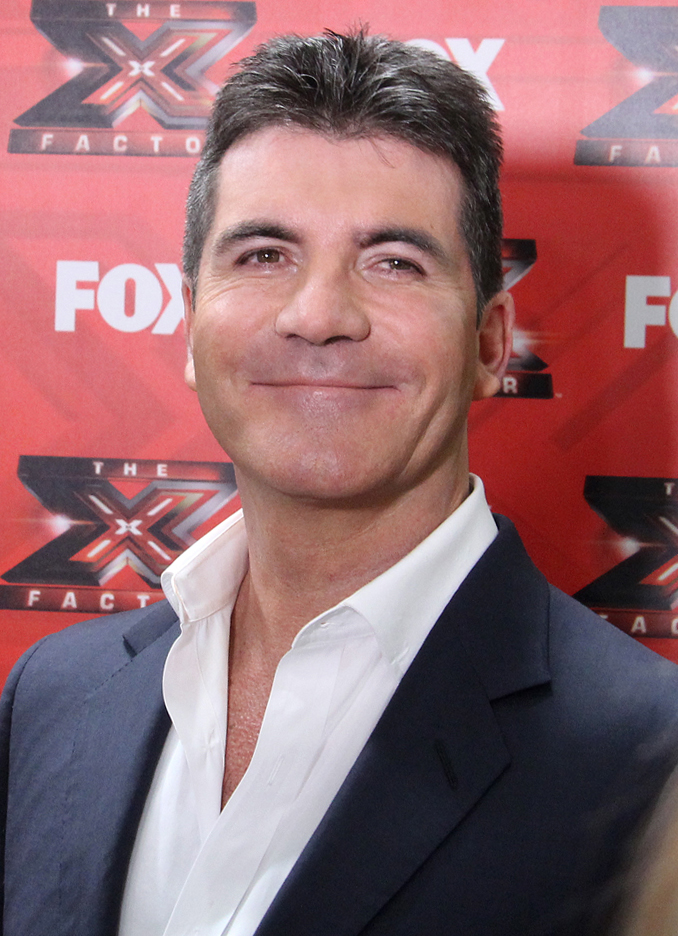
Саймон Коуелл, творець «Америка має талант» та член журі з 12 сезону

Учаснику дається 90 секунд, щоб продемонструвати свій талант, при цьому для всіх виступів присутній жива аудиторія. Кожен суддя має Червону Кнопку з звуковим сигналом, і він може використовувати її під час виступу, якщо йому не подобається те, що виконується, або вважає, що ця дія є марною тратою їхнього часу. Якщо на кнопку натиснули всі судді, виконавство автоматично припиняється. Наприкінці виконавства судді дають конструктивну критику та відгуки про побачене, після чого кожен отримує право голосу. Щоб перейти до наступного етапу, учаснику потрібна більшість голосів.
Під час прослуховувань кожному судді дозволяється також використовувати Золоту Кнопку, щоб автоматично надсилати виконавство в живі шоу, незалежно від думки інших суддів. Суддя може використовувати ії лише один раз за сезон.

Після завершення прослуховувань судді проводять спеціальну сесію (або другий раунд «прослуховування»), щоб визначити, хто з учасників забезпечить собі місце в живих раундах конкурсу. Однак, їхні виступи оцінюватиме не лише журі, а й спеціальний запрошений суддя, усі учасники якого будуть розділені на чотири групи. 

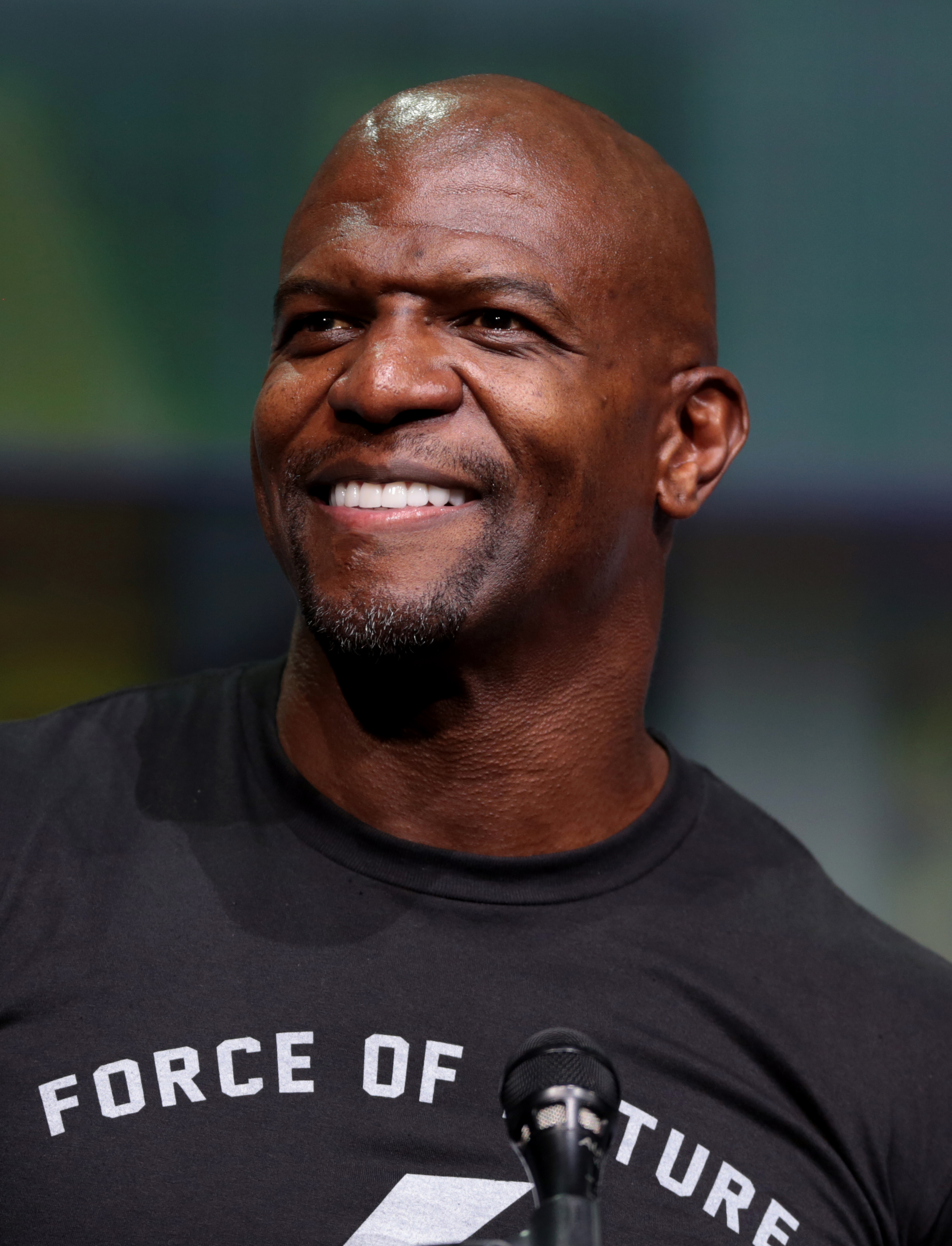
Террі Крюс, ведучий шоу з 14 сезону

### Раунди в прямому ефірі
Учасники, які пройшли прослуховування та забезпечили собі місце в живих раундах змагань, поділяються на групи та змагаються один з одним, щоб забезпечити собі місце у прямому фіналі змагань. Формат раундів у прямому ефірі для чвертьфіналів і півфіналів передбачає, що кожен учасник виконує нову виставу перед суддями та глядачами в рамках епізоду «перформансу».
Після трансляції епізоду мережа надає громадськості певний період часу для голосування. Ті, хто отримав найбільшу кількість голосів (тобто 4 кращих), переходять до наступного етапу. Ті, хто потрапив у фінал сезону, знову змагаються один з одним. Переможець, який набрав найбільшу кількість голосів, стає переможцем і отримує грошовий приз в 1 000 000 доларів.

## Судді і ведучі
| Сезон | Ведучий         | Судді         | Судді             | Судді         | Судді      |                |              |
| ----- | --------------- | ------------- | ----------------- | ------------- | ---------- | -------------- | ------------ |
| 1     | Регіс Філбін    | Пірс Морган   | Девід Гассельгофф | Бренді Норвуд | —          |                |              |
| 2     | Джеррі Спрінгер | Пірс Морган   | Девід Гассельгофф | Шерон Осборн  | —          |                |              |
| 3     | Джеррі Спрінгер | Пірс Морган   | Девід Гассельгофф | Шерон Осборн  | —          |                |              |
| 4     | Нік Кеннон      | Пірс Морган   | Девід Гассельгофф | Шерон Осборн  | —          |                |              |
| 5     | Нік Кеннон      | Пірс Морган   | Хауї Мандел       | Шерон Осборн  | —          |                |              |
| 6     | Нік Кеннон      | Пірс Морган   | Хауї Мандел       | Шерон Осборн  | —          |                |              |
| 7     | Нік Кеннон      | Говард Стерн  | Хауї Мандел       | Шерон Осборн  | —          |                |              |
| 8     | Нік Кеннон      | Говард Стерн  | Хауї Мандел       | Мел Бі        | Гайді Клум |                |              |
| 9     | Нік Кеннон      | Говард Стерн  | Хауї Мандел       | Мел Бі        | Гайді Клум |                |              |
| 10    | Нік Кеннон      | Говард Стерн  | Хауї Мандел       | Мел Бі        | Гайді Клум |                |              |
| 11    | Нік Кеннон      | Саймон Ковелл | Хауї Мандел       | Мел Бі        | Гайді Клум |                |              |
| 12    | Тайра Бенкс     | Саймон Ковелл | Хауї Мандел       | Мел Бі        | Гайді Клум |                |              |
| 13    | Террі Крюс      | Саймон Ковелл | Хауї Мандел       | Мел Бі        | Гайді Клум |                |              |
| 14    | Террі Крюс      | Саймон Ковелл | Хауї Мандел       | Мел Бі        | Гайді Клум | Ґабріель Юніон | Джуліанн Гаф |
| 15    | Террі Крюс      | Саймон Ковелл | Хауї Мандел       | Софія Вергара | Гайді Клум |                |              |
| 16    | Террі Крюс      | Саймон Ковелл | Хауї Мандел       | Софія Вергара | Гайді Клум |                |              |
| 17    | Террі Крюс      | Саймон Ковелл | Хауї Мандел       | Софія Вергара | Гайді Клум |                |              |
| 18    | Террі Крюс      | Саймон Ковелл | Хауї Мандел       | Софія Вергара | Гайді Клум |                |              |
| 19    | Террі Крюс      | Саймон Ковелл | Хауї Мандел       | Софія Вергара | Гайді Клум |                |              |